# Cambridge (Minnesota)
Cambridge és una població dels Estats Units a l'estat de Minnesota. Segons el cens del 2000 tenia 5.520 habitants.

## Demografia
Segons el cens del 2000, Cambridge tenia 5.520 habitants, 2.237 habitatges, i 1.353 famílies. La densitat de població era de 345,4 habitants per km².
Dels 2.237 habitatges en un 32,1% hi vivien nens de menys de 18 anys, en un 44,5% hi vivien parelles casades, en un 12,8% dones solteres, i en un 39,5% no eren unitats familiars. En el 35,1% dels habitatges hi vivien persones soles el 19,5% de les quals corresponia a persones de 65 anys o més que vivien soles. El nombre mitjà de persones vivint en cada habitatge era de 2,29 i el nombre mitjà de persones que vivien en cada família era de 2,95.
Per edats la població es repartia de la següent manera: un 24,9% tenia menys de 18 anys, un 8,7% entre 18 i 24, un 25,6% entre 25 i 44, un 17,8% de 45 a 60 i un 23,1% 65 anys o més.
L'edat mediana era de 38 anys. Per cada 100 dones de 18 o més anys hi havia 76,9 homes.
La renda mediana per habitatge era de 35.313 $ i la renda mediana per família de 53.381 $. Els homes tenien una renda mediana de 34.836 $ mentre que les dones 23.681 $. La renda per capita de la població era de 20.697 $. Entorn del 5,8% de les famílies i el 10,5% de la població estaven per davall del llindar de pobresa.

## Poblacions més properes
El següent diagrama mostra les poblacions més properes.